# 155116 Verkhivnya
155116 Verkhivnya este un asteroid din centura principală de asteroizi.

## Descriere
155116 Verkhivnya este un asteroid din centura principală de asteroizi. A fost descoperit pe 8 octombrie 2005 la observatorul astronomic din Andrușivka. Asteroidul prezintă o orbită caracterizată de o semiaxă mare de 3,15 ua, o excentricitate de 0,24 și o înclinație de 9,0° în raport cu ecliptica.